# Karine Henry
Pour les articles homonymes, voir Henry.
Karine Henry (née le 23 octobre 1971) est une romancière française. Elle vit à Paris.

## Biographie
Elle publie son premier roman La Désœuvre en 2008. Il s'agit de l'histoire de deux sœurs que tout oppose. Marie a été élevée par Barbara à la suite du décès de leurs parents. Barbara sombre dans la folie, Marie vend la maison de leur enfance.   
En 2017, elle publie La Danse sorcière. Il s'agit d'un roman de 630 pages sur la danse. Le titre fait référence à la Hexentanz (Danse de la sorcière), une chorégraphe de Mary Wigman de 1914. L'héroïne Else est une danseuse de la compagnie Tanztheater de Pina Bausch.

## Prix et distinctions
- Prix Georges-Bizet, coup de cœur du jury 2017, pour La Danse sorcière[4]

## Publications
- La Désœuvre, Arles, Actes Sud, 502p., 2008
- La Danse sorcière, Arles, Actes Sud, 630p., 2017